# Thomas Haden Church
Thomas Haden Church, ursprungligen Thomas Richard McMillen, född 17 juni 1960 i Woodland, Kalifornien, är en amerikansk skådespelare. Han har medverkat i flera filmer och TV-serier, bland annat Djungel-George (1997).

## Filmografi (i urval)
- Wings (1990–1995)
- Tombstone (1993)
- Tales from the Crypt: Demon Knight (1995)
- Ned and Stacey (1995-1997)
- One Night Stand (1997)
- Djungel-George (1997)
- Susan's Plan (1998)
- Mr. Murder (1998)
- Free Money (1998)
- Goosed (1999)
- The Specials (2000)
- 3000 Miles to Graceland (2001)
- Monkeybone (2001)
- The Badge (2002)
- Lone Star State of Mind (2002)
- Rolling Kansas (2003)
- Djungel-George 2 (2003)
- Spanglish (2004)
- Sideways (2004)
- På andra sidan häcken (2006) (röst)
- Broken Trail (2006)
- Idiotrepubliken (2006)
- Charlotte's Web (2006) (röst)
- Spider-Man 3 (2007)
- Smart People (2008)
- All About Steve (2009)
- NowhereLand (2009)
- Don McKay (2009)
- Easy A  (2010)
- En ny start (2011)
- Killer Joe (2011)
- John Carter (2012)
- Lucky Them (2013)
- Whitewash (2013)
- Heaven Is for Real (2014)
- The Peanut Butter Falcon (2019)
- Spider-Man: No Way Home (2021)
- Wake Up Dead Man: A Knives Out Mystery (2025)